# Aristolochia micrantha
Aristolochia micrantha är en piprankeväxtart som beskrevs av Pierre Étienne Simon Duchartre. Aristolochia micrantha ingår i släktet piprankor, och familjen piprankeväxter. Inga underarter finns listade i Catalogue of Life.